# Wilczkowo, Hạt Świdwin
Wilczkowo [vilt͡ʂˈkɔvɔ] (tiếng Đức: Völzkow) là một khu định cư ở khu hành chính của Gmina Brzeżno, trong quận Świdwin, West Pomeranian Voivodeship, ở phía tây bắc Ba Lan. Nó nằm khoảng 7 km (4 mi)     về phía nam của Świdwin và 87 km (54 mi) về phía đông bắc của thủ đô khu vực Szczecin.